# Stjepan Novotny
Stjepan Novotny  (Rakovac, 18. rujna 1833. – Feričanci 14. lipnja 1867.), župnik u Feričancima
Svršivši bogoslovne nauke bio je neko vrijeme kapelan u Kostajnici, postaje kathetom uzorne škole u Zagrebu i poslije učiteljem pedagogije na Zagrebačkom učiteljištu. Bio je prvim urednikom "Napretka" od 1. listopada 1859. do 1. siječnja 1866. godine. Priredio je u rukopisu djelo: "Gojitba i Učba. Beč 1867". To je bila prva izvorna učevna knjiga za pedagogiju u našim učiteljskim školama, koju je kasnije preradio Balenović. Pod konac 1865. godine postaje župnikom u Feričancima.